# 81 Terpsichore
Terpsichore (asteroide 81) é um asteroide da cintura principal com um diâmetro de 119,08 quilómetros, a 2,2520266 UA. Possui uma excentricidade de 0,2108515 e um período orbital de 1 760,83 dias (4,82 anos).
Terpsichore tem uma velocidade orbital média de 17,63134094 km/s e uma inclinação de 7,81207º.
Este asteroide foi descoberto em 30 de Setembro de 1864 por Ernst Tempel. Seu nome vem da personagem da mitologia grega Terpsícore.